# A&W Restaurants
A&W Restaurants je společnost provozující řetězec rychlého občerstvení. Byla založena v roce 1919 v kalifornském městě Lodi, Royem W. Allenem a Frankem Wrightem. Řetězec má dnes ústředí v Lexingtonu v Kentucky. V roce 2017 firma provozovala celkem více než 1100 restaurací, z toho 625 v USA. 

## Produkty
Řetězec se řídí mottem All American Food ("Zcela americké jídlo"). Řetězec se specializuje především na hot dogy, domácí limonádu root beer, smažené sýrové hrudky cheese curds, hamburgery a kuřecí maso.

## Působení
Společnost působí v 16 zemích světa, kromě Spojených států amerických také v Číně, Japonsku, Kanadě, Bangladéši, Indonésii, Malajsii, na Filipínách a dalších.